# Ананьин, Степан Константинович
Степа́н Константи́нович Ана́ньин (22 июня [5 июля] 1904 — 12 января 1960) — советский военный лётчик, участник Великой Отечественной войны, командир 299-го штурмового авиационного полка 290-й штурмовой авиационной дивизии 3-го смешанного авиационного корпуса 17-й воздушной армии Юго-Западного фронта, майор.
Герой Советского Союза (8.09.1943), полковник в отставке.

## Биография
Родился 22 июня (5 июля) 1904 года в деревне Гилёва Екатеринбургского уезда Пермской губернии (ныне — Белоярский городской округ Свердловской области) в семье рабочего. По национальности русский. Член ВКП(б)/КПСС с 1931 года.
Получил неполное среднее образование. Работал на текстильной фабрике, затем на заводе в Свердловске. Окончил аэроклуб, лётную школу ОСОАВИАХИМа.
В рядах Красной Армии в 1937 году. Окончил курсы командиров звеньев.
С началом Великой Отечественной войны на фронте. Командовал 299-м штурмовым авиационным полком. 31 мая 1943 года майор Ананьин во главе группы из двенадцати самолётов Ил-2 уничтожил и повредил на аэродроме противника 18 вражеских самолётов. При возвращении с боевого задания вступил в воздушный бой, в ходе которого сбил два самолёта. Получил тяжёлое ранение, но смог посадить самолёт на своей территории. На июль 1943 года Ананьиным совершено 219 боевых вылетов, сбито четыре самолёта противника.
Указом Президиума Верховного Совета СССР от 8 сентября 1943 года
за образцовое выполнение боевых заданий Командования на фронте борьбы с немецкими захватчиками и проявленные при этом отвагу и геройство

майору Ананьину Степану Константиновичу присвоено звание Героя Советского Союза с вручением ордена Ленина и медали «Золотая Звезда» (№ 1755).
После войны продолжал службу в ВВС.
С 1953 года полковник Ананьин в отставке. Жил и работал в Свердловске. Умер 12 января 1960 года, похоронен на кладбище села Черноусово.

## Награды
- Медаль «Золотая Звезда» Героя Советского Союза (№ 1755)
- Два ордена Ленина (01.04.1943, 08.09.1943)
- Два ордена Красного Знамени (04.06.1942, 05.11.1942)
- Орден Отечественной войны I степени (20.09.1944)
- Медали, в том числе:
  - Медаль «За оборону Ленинграда» (20.03.1944)
  - Медаль «За взятие Будапешта» (01.11.1945)
  - Медаль «За взятие Вены» (31.01.1946)
  - Медаль «За Победу над Германией в Великой Отечественной войне 1941—1945 гг.» (20.08.1945)

## Память
- В пгт Белоярский Свердловской области установлен бюст Героя.
- В селе Черноусово Белоярского городского округа одна из улиц названа именем Героя[3].
- На могиле С. К. Ананьина, в селе Черноусово Белоярского района Свердловской области, установлен памятник.